# Marc Jurczyk
Marc Jurczyk (Böblingen, 21 gennaio 1996) è un pistard tedesco.

## Palmarès

### Pista
- 2013

Campionati tedeschi, Chilometro a cronometro Junior
Campionati tedeschi, Americana Junior (con Sven Reutter)
- 2014

Campionati tedeschi, Chilometro a cronometro Junior
Campionati tedeschi, Velocità Junior
- 2019

Campionati tedeschi, Chilometro a cronometro
Campionati tedeschi, Keirin
Campionati tedeschi, Velocità a squadre (con Nik Schröter, Maximilian Dörnbach e Maximilian Levy)
- 2021

3ª prova Coppa delle Nazioni 2021, Chilometro a cronometro (San Pietroburgo)

### Strada

#### Altri successi
- 2014 (Juniores)

3ª tappa - parte a Sint-Martinusprijs Kontich (Kontich, cronosquadre)

## Piazzamenti

### Competizioni mondiali
- Campionati del mondo su pista

Glasgow 2013 - Omnium Junior: 2º
Seul 2014 - Omnium Junior: 9º
Seul 2014 - Americana Junior: 2º
Hong Kong 2017 - Keirin: 6º
Hong Kong 2017 - Chilometro a cronometro: 18º
Pruszków 2019 - Keirin: 13º
Pruszków 2019 - Chilometro a cronometro: 8º
Roubaix 2021 - Velocità a squadre: 3º
Saint-Quentin-en-Yvelines 2022 - Keirin: 19º
Saint-Quentin-en-Yvelines 2022 - Chilometro a cronometro: 10º

### Competizioni europee
- Campionati europei su pista

Montichiari 2016 - Velocità Under-23: 11º
Montichiari 2016 - Keirin Under-23: 2º
Saint-Quentin-en-Yvelines 2016 - Chilometro a cronometro: 7º
Saint-Quentin-en-Yvelines 2016 - Keirin: 4º
Anadia 2017 - Chilometro a cronometro Under-23: 4º
Anadia 2017 - Keirin Under-23: 6º
Aigle 2018 - Velocità a squadre Under-23: 3º
Aigle 2018 - Chilometro a cronometro Under-23: 2º
Aigle 2018 - Velocità Under-23: 4º
Aigle 2018 - Keirin Under-23: 2º
Apeldoorn 2019 - Velocità a squadre: 4º
Apeldoorn 2019 - Keirin: 14º
Apeldoorn 2019 - Chilometro a cronometro: 5º
Grenchen 2021 - Velocità a squadre: 6º
Grenchen 2021 - Velocità: 10º
Grenchen 2021 - Keirin: 7º
Monaco di Baviera 2022 - Velocità a squadre: 5º
Monaco di Baviera 2022 - Velocità: 9º
Monaco di Baviera 2022 - Chilometro a cronometro: 6º
Monaco di Baviera 2022 - Keirin: 6º
Grenchen 2023 - Velocità a squadre: 4º
Grenchen 2023 - Chilometro a cronometro: 8º
Grenchen 2023 - Velocità: 13º
Grenchen 2023 - Keirin: 17º